# Cloud County
Cloud County är ett administrativt område i delstaten Kansas, USA. År 2010 hade countyt 9 533 invånare. Den administrativa huvudorten (county seat) är Concordia.

## Geografi
Enligt United States Census Bureau har countyt en total area på 1 861 km². 1 853 km² av den arean är land och 7 km² är vatten.

### Angränsande countyn
- Republic County - nord
- Washington County - nordost
- Clay County - öst
- Ottawa County - syd
- Mitchell County - väst
- Jewell County - nordväst

### Orter
- Aurora
- Clyde
- Concordia (huvudort)
- Glasco
- Jamestown
- Miltonvale
- Simpson (delvis i Mitchell County)